# Cressy-Omencourt

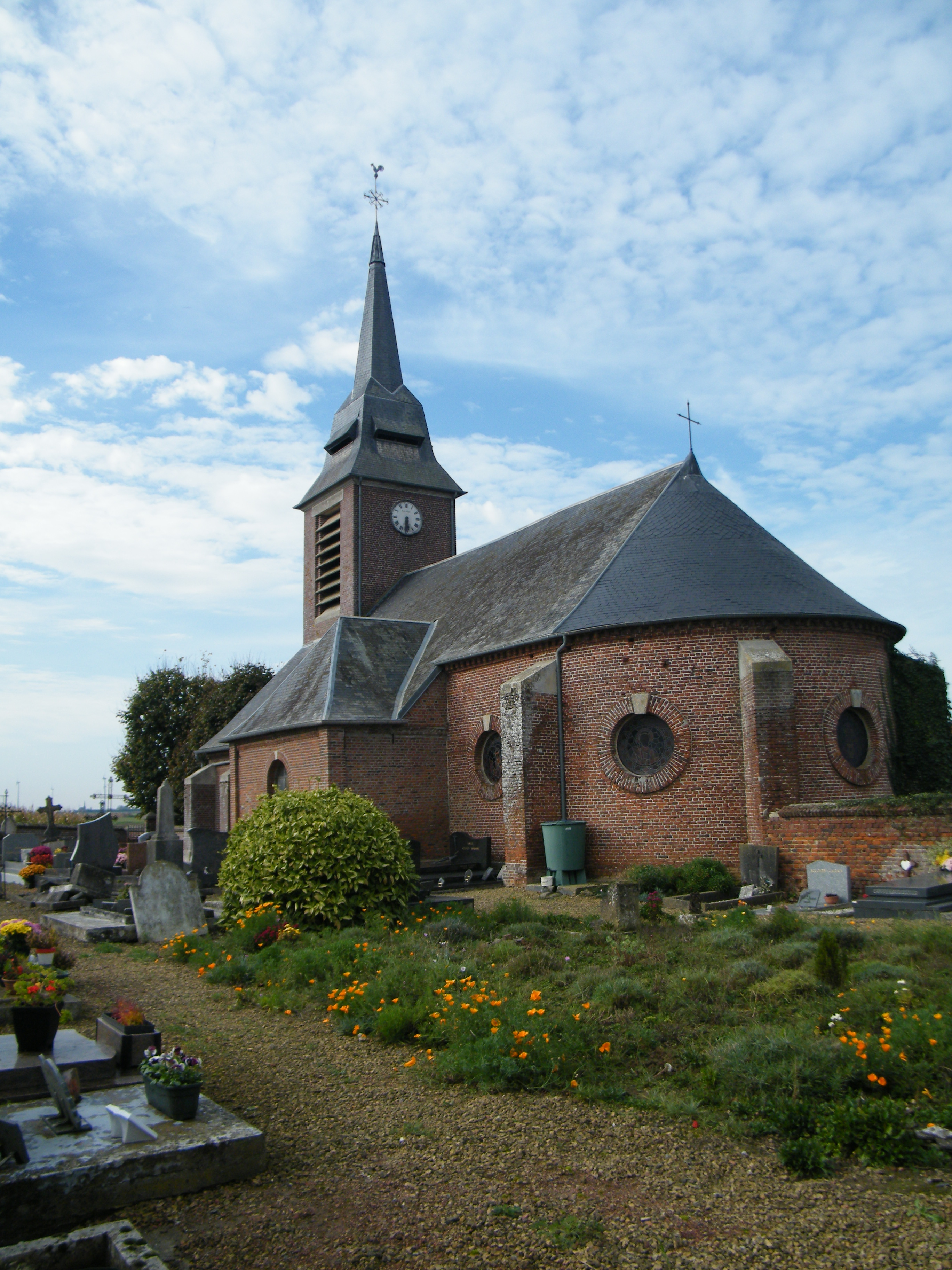
Kerk

Cressy-Omencourt is een gemeente in het Franse departement Somme (regio Hauts-de-France) en telt 105 inwoners (2009). De plaats maakt deel uit van het arrondissement Montdidier.

## Geografie
De oppervlakte van Cressy-Omencourt bedraagt 7,7 km², de bevolkingsdichtheid is dus 13,6 inwoners per km².
De onderstaande kaart toont de ligging van Cressy-Omencourt met de belangrijkste infrastructuur en aangrenzende gemeenten.

## Demografie
Onderstaande figuur toont het verloop van het inwonertal (bron: INSEE-tellingen).